# João Xavier Traer

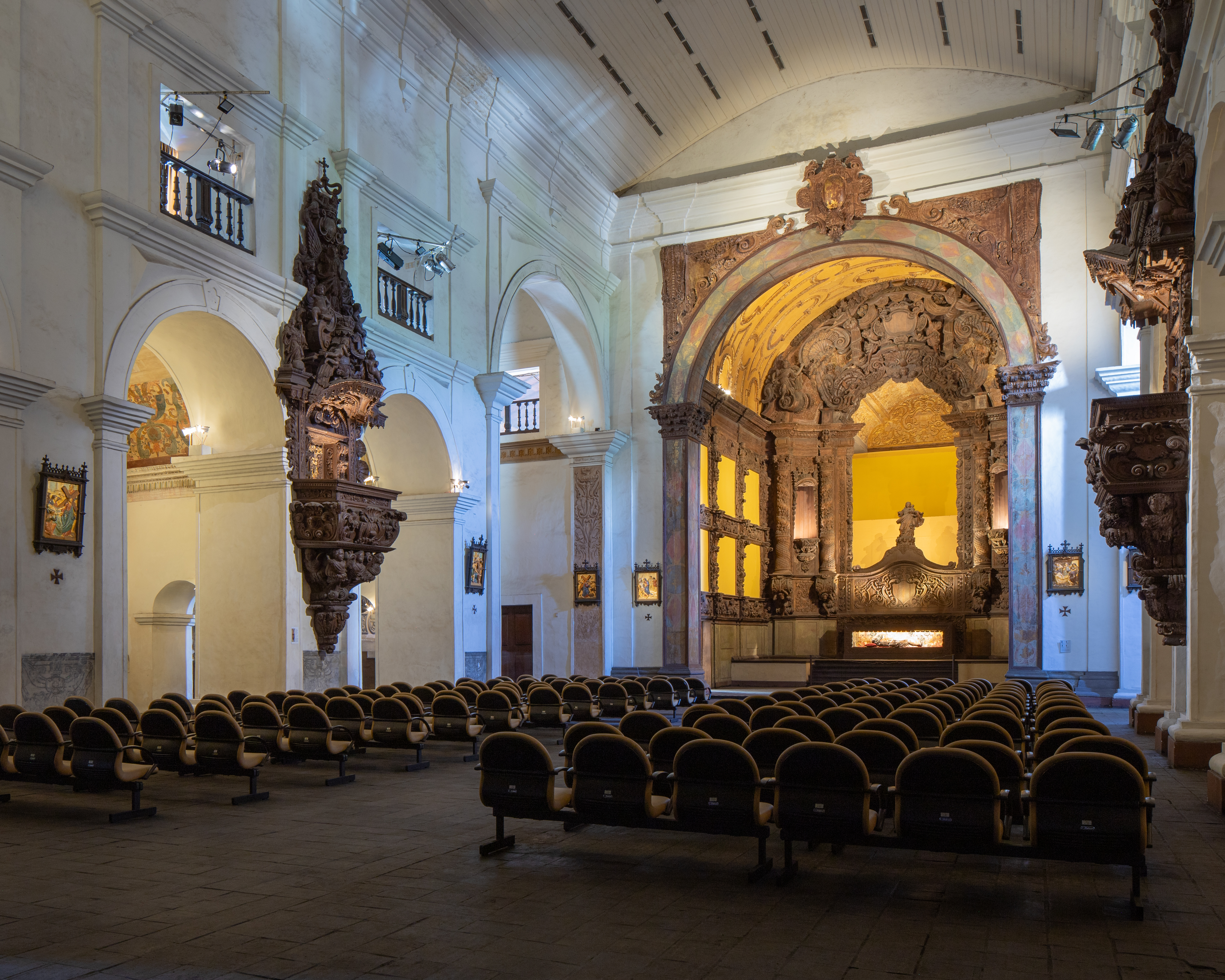
Interior da Igreja de Santo Alexandre e seus púlpitos

João Xavier Traer (1668 - 1737) foi um religioso da Companhia de Jesus atuante como missionário e escultor no Brasil colonial.
Traer nasceu no Tirol na localidade de Brixen im Thale, atual Áustria, entrando no Colégio Jesuíta de Viena em 1696. Em 1703 estava no Brasil, no Estado do Maranhão e Grão-Pará. Esteve presente no Colégio Jesuíta de Santo Alexandre, em Belém do Pará, onde organizou uma oficina de talha na qual se formaram vários escultores indígenas. Suas mais famosas obras são os púlpitos da igreja do colégio, profusamente decorados com uma composição inspirada no barroco tirolês.
Em 1730, Traer dirigia a aldeia de Mamaiacu, atual Porto Salvo. Morreu num naufrágio em 1737.